# Ранин, Матти
Матти Хелге Ранин (фин. Matti Helge Ranin; 21 ноября 1926, Тампере, Хяме — 24 ноября 2013, Хельсинки) — финский актёр театра и кино, театральный советник (2001).

## Биография
Родился 21 ноября 1926 года в Тампере в семье актёров.
Среди наиболее значительных ролей Ранина — офицер Карилуото в фильме «Неизвестный солдат» и полицейский Вирта в фильмах об инспекторе полиции Палму. Последней актёрской работой Ранина была роль в популярном телесериале «Taivaan tulet».
В 1988 году награждён высшей наградой Финляндии для деятелей искусства — медалью «Pro Finlandia», а в 2001 году — почётным титулом театральный советник.
Скончался 24 ноября 2013 года в Хельсинки.